# 尼莫灣
尼莫灣（英語：Nemo Cove），是南極洲的海灣，位於葛拉漢地的法利埃海岸，處於普爾夸帕島東部，在1936年由英國探險隊測量，現時由南極條約體系管理。